# Museo Enzo Ferrari

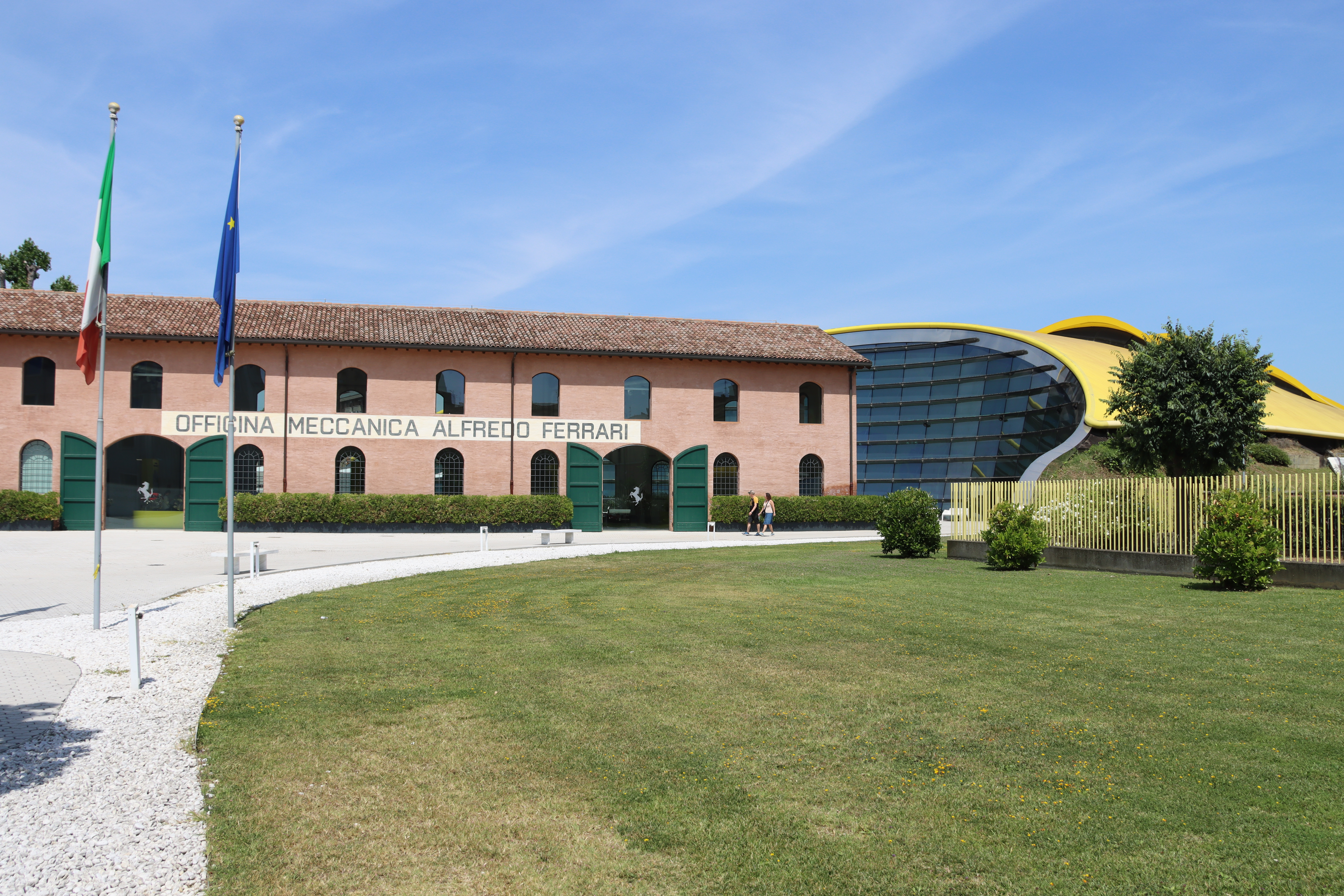
Het museum in 2024.

Het Museo Enzo Ferrari of Museo Casa Enzo Ferrari is een museum in het Italiaanse Modena. Het museum is gewijd aan leven en werk van autobouwer Enzo Ferrari. Het Museo Enzo Ferrari bestaat uit twee delen: het voormalige huis met werkplaats van Enzo's vader (Officina Meccanica Alfredo Ferrari), en een nieuw gebouw van architectenbureau Future Systems. In het nieuwe deel worden verschillende Ferrari's tentoongesteld. De opstelling werd in 2014 vernieuwd.
In Maranello bevindt zich het Museo Ferrari, dat ook is gewijd aan Ferrari.